# Pseudobunaea
Pseudobunaea är ett släkte av fjärilar. Pseudobunaea ingår i familjen påfågelsspinnare.

## Dottertaxa tillPseudobunaea, i alfabetisk ordning[1]
- Pseudobunaea alinda
- Pseudobunaea barnsi
- Pseudobunaea bilineata
- Pseudobunaea bruneli
- Pseudobunaea callista
- Pseudobunaea catochra
- Pseudobunaea citrinarius
- Pseudobunaea cleopatra
- Pseudobunaea cremeri
- Pseudobunaea cyrene
- Pseudobunaea deaconi
- Pseudobunaea epithyrena
- Pseudobunaea heyeri
- Pseudobunaea illustris
- Pseudobunaea immaculata
- Pseudobunaea inornata
- Pseudobunaea irius
- Pseudobunaea maculata
- Pseudobunaea melinde
- Pseudobunaea meloui
- Pseudobunaea morlandi
- Pseudobunaea natalensis
- Pseudobunaea orientalis
- Pseudobunaea pallens
- Pseudobunaea parathyrena
- Pseudobunaea paratyrrhena
- Pseudobunaea patruelis
- Pseudobunaea redlichi
- Pseudobunaea reginamasabae
- Pseudobunaea schostedti
- Pseudobunaea sjoestedti
- Pseudobunaea tyrrhena